# セルゲイ・クワエフ
セルゲイ・アンドレーエヴィチ・クワエフ(ロシア語: Сергей Андреевич Куваев, 1984年7月19日) は、ロシア出身の俳優、モデル。主に日本で活躍している。

## 概要
ロシア在住時から日本に興味を持ち大学卒業後、番組制作会社に就職し日本を紹介する番組のプロデューサーとなる。2010年には日本へ語学留学し、2013年から俳優として活動するようになった。
ロシア語や日本語だけでなく英語も話せるため、ロシア人だけでなくアメリカ人の役を演じることもある。

## フィルモグラフィ

### 映画
- 土竜の唄 潜入捜査官REIJI (2013年)
- イン・ザ・ヒーロー(2014年)
- ジャッジ!(2014年)
- THE NEXT GENERATION -パトレイバー-(2014年)
- 東京無国籍少女(2015年)
- エヴェレスト 神々の山嶺(2016年)
- デスノート Light up the NEW world(2016年)
- ラストレシピ〜麒麟の舌の記憶〜(2017年)

### テレビドラマ
- MOZU(2014年)
- 遠い約束　星になったこどもたち(2014年)
- 東京にオリンピックを呼んだ男(2014年)
- 戦力外捜査官(2014年)
- Dr.倫太郎(2015年)
- ウロボロス -警察ヲ裁クハ我ニアリ-(2015年)
- レッドクロス〜女たちの赤紙〜(2015年)
- リスクの神様(2015年)
- ラスト・アタック～引き裂かれた島の記憶～(2016年)
- 紺田照の合法レシピ(2018年)